# Atractomorpha fuscipennis
Atractomorpha fuscipennis är en insektsart som beskrevs av Liang 1988. Atractomorpha fuscipennis ingår i släktet Atractomorpha och familjen Pyrgomorphidae. Inga underarter finns listade i Catalogue of Life.